# بكرة محزوة

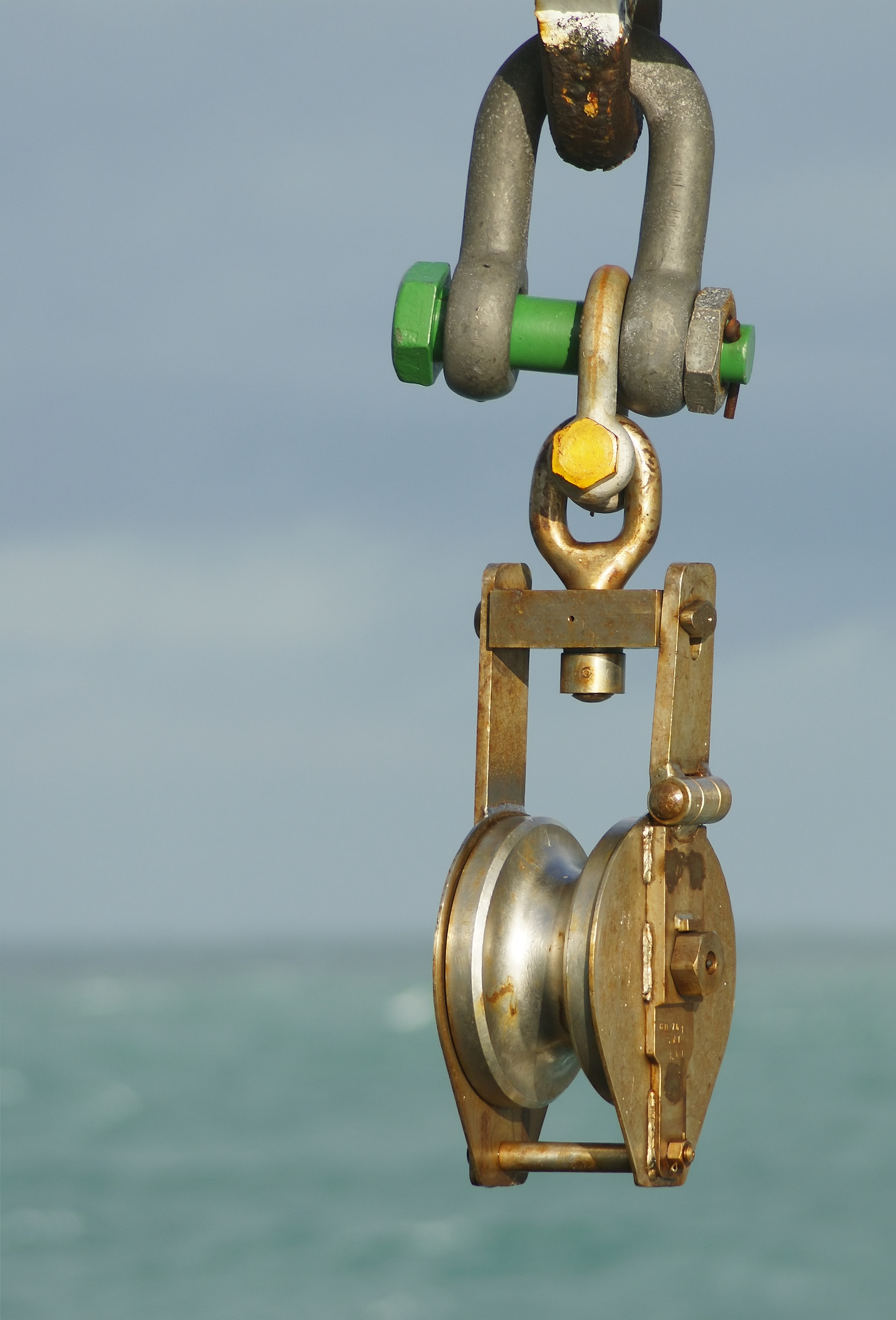
بكرة ذات حز.

البكرة المحزوة أو المحززة هي بكرة - أي عجلة على محور ومشدود عليها عليها حبل أو حزام أو كابل - ذات «حز».